# Quint Nevi (centurió)
Quint Nevi (en llatí Quintus Naevius encara que Titus Livi l'anomena Quintus Navius) va ser un militar romà del segle iii aC. Formava part de la gens Nèvia, una gens romana d'origen plebeu.
Era un centurió que va servir a les ordres de Quint Fulvi Flac durant el setge de Càpua l'any 211 aC, quan Hanníbal intentava alliberar la ciutat. Es va destacar per la seva valentia personal i per consell seu en van unir els vèlits amb els equites i van aconseguir rebutjar la cavalleria dels campanis.